# Érseklél

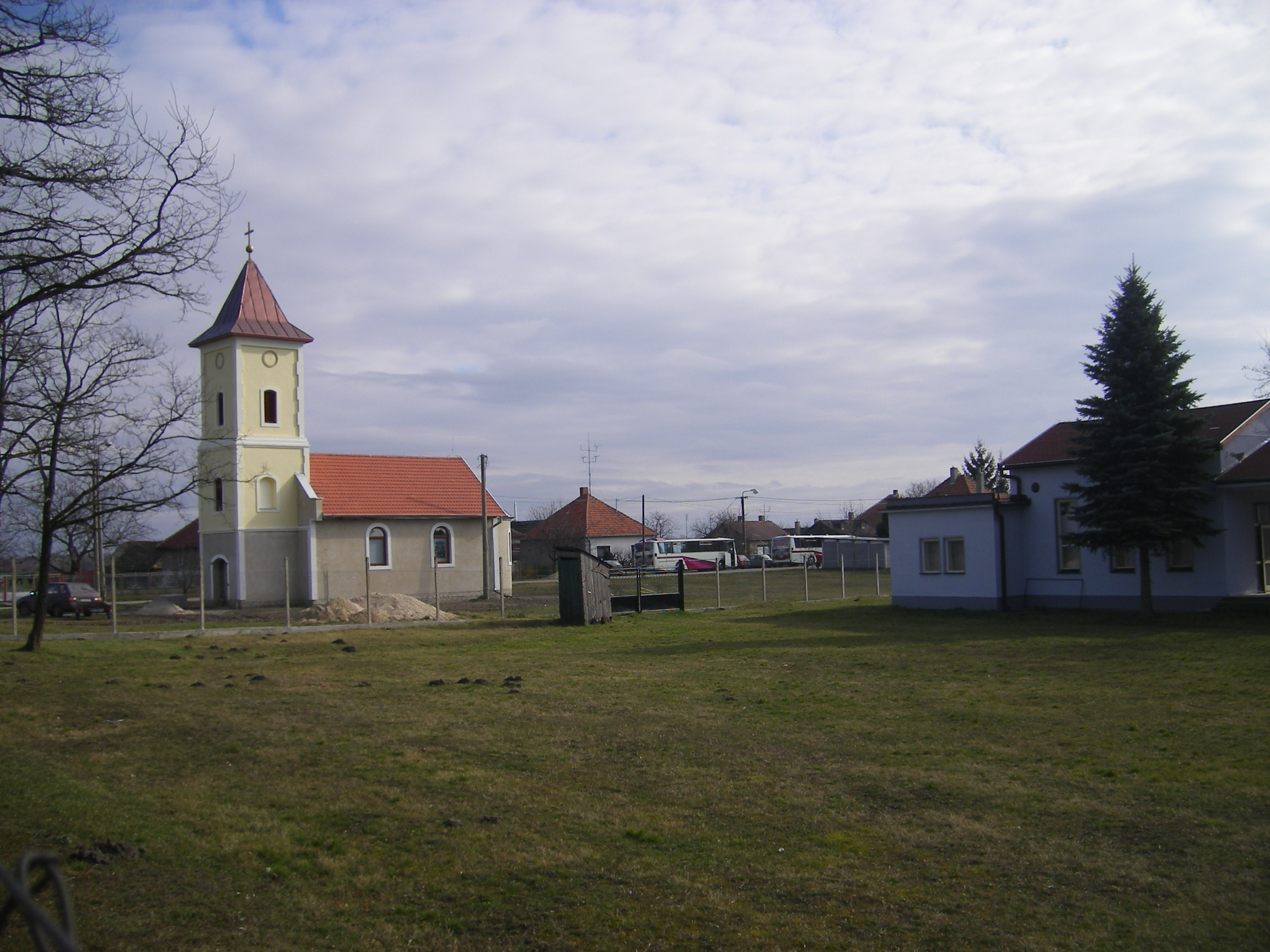
Az érsekléli templom anyagából épült új nagykeszi katolikus templom

Érseklél (szlovákul Arcibiskupský Lél) Nagykeszi településrésze Szlovákiában, a Nyitrai kerületben, a Komáromi járásban.

## Fekvése
Komáromtól 22 km-re nyugatra, a Duna bal partján fekszik. A trianoni békeszerződésig területe Komárom vármegye Csallóközi járásához tartozott. 2001-ben Nagykeszi 970 lakosából 830 magyar és 108 szlovák volt, az egykori Érseklél viszont már csak puszta, állandó lakosság nélkül.

## Története
A középkori eredetű település (első írásos említése 1072-ből Lelu néven történik). A régi érsekléli érseki szék központja volt. 1247-ben már két Lél nevű falu is létezett. 1360-ban említik az érseki tulajdonban lévő falu jobbágyait. A 14. századtól különféle nemesi családok birtoka.
Vályi András szerint „Nagy Lél, Érsek Lél. Két falu Komárom Várm. földes Urai több Urak Nagy Lél, Érsek Lélnek filiája, lakosaik katolikusok, és másfélék, határbéli földgyeik jók, noha néhol homokosak, vagyonnyaik külömbfélék”.
Fényes Elek szerint „Érsek-Lél, népes magyar puszta, Komárom vmegyében, a Csalóközben, Komáromhoz 1 3/4 mfd., az öreg Dunára megy lábbal. Kiterjedése 706 hold, u. m. 600 h. szántó, a többi részint legelő, részint tagositott birtok, rét és erdős térség. Földe igen jó, s minden gabonanemet megterem. Lakja 53 katholikus. Áll a puszta 8 egész nemesudvarból (curia), mellyből Zámory család bir 4/8, Rakóvszky 3/8, Illés 1/2, Ghyczy is 1/2 nemesudvart. E helytől veszi nevét az esztergomi érsek papnemesi széke (sedes praedialis), mellyhez következő faluk és puszták tartoznak: Örs, Czudor-Illés, Ontopa, Érsek-Lél, Roczháza, Kis-Tany és Szilas. Eszéknek ezelőtt magánal volt tisztikara; hogy lesz jövendőre, nem tudjuk”.
Az idők folyamán teljesen eltűnt, csak középkori eredetű (1865-ben átépített) katolikus temploma állt sokáig elhagyatva a határban. Bartal György szerint Leél I. István korabeli település volt, a király az esztergomi érsekség fegyveres szabadosait telepítette ide. A romos állapotban levő templomot az 1990-es évek elején lebontották, anyagából Nagykeszi belterületén építettek új templomot.

## Ismert emberek
- Itt született Erdős Renée írónő.
- Itt hunyt el 1803-ban Taixiperger Mátyás katolikus lelkész.
- Itt volt segédlelkész Kovács Pál.
- 1857-ben itt lett plébános-helyettes Sághy Vendel.